# برازيبام
برازيبام (بالإنجليزية: Prazepam)‏ هو دواء يُستعمل في علاج:
- اضطراب القلق[8]
- تقبض[8]
- صرع جزئي[8]

## دوره
يلعب هذا الدواء دورًا في علاج الأمراض كونه:
- مضاد قلق